# كوبا أمريكا 1997
بوليفيا تستضيف بطولة كأس أمريكا الجنوبية للمرة الثانية في نسختها ال 38. في الفترة من 11 يونيو إلى 29 يونيو، 1997. ينظمها اتحاد أمريكا الجنوبية لكرة القدم، ورؤساء اتحادات أمريكا الجنوبية لكرة القدم. لا توجد تصفيات مؤهلة لنهائيات البطولة. جميع بلدان أمريكا الجنوبية (10 بلدان) المشاركة، مع اثنين من أكثر البلدان دعوة، مما يجعل ما مجموعه اثني عشر فريقًا يتنافسون في البطولة. في نسختها عام 1997، كانت كوستاريكا والمكسيك هما المدعوتان.

## الملاعب
| المدينة    | الملعب                | السعة |
| ---------- | --------------------- | ----- |
| كوتشابامبا | ملعب فيليكس كابراليس  | 36000 |
| لاباز      | ملعب هرناندو سيليس    | 51000 |
| سانتا كروز | ملعب رامون اغيليرا    | 42000 |
| سوكري      | ملعب أوليمبيكو باتريا | 29000 |
| أورورو     | ملعب يسوع برموديز     | 28000 |

## حكام المباريات
| الأرجنتين - هوراسيو اليزوندو بوليفيا - ريني أورتوبي - خوان كارلوس بانياغوا البرازيل - أنطونيو بيريرا شيلي - ادواردو غامبوا كولومبيا - رافائيل سانابريا كوستا ريكا - رودريغو باديلا الأكوادور - بايرون مورينو | المكسيك - انطونيو ماروفو باراغواي - ابيفانيو غونزاليس بيرو - خوسيه أرانا أوروغواي - خورخي نيفيس الولايات المتحدة - اسفنديار بهارماست فنزويلا - باولو بورغوسانو |

## دور المجموعات
وقسمت الفرق إلى ثلاث مجموعات كل مجموعة أربعة فرق. تشكيل مجموعات بواسطة اتحاد أمريكا الجنوبية لكرة القدم، تحت أنظار الملأ تمت القرعة التي جرت يوم 17 ديسمبر، 1996. كل فريق يلعب مباراة واحدة ضد كل من الفرق الأخرى ضمن نفس المجموعة. ويتم منح (3) نقاط للفوز الواحد، (1) نقطة للتعادل و(0) نقطة للخسارة. الأول والثاني من كل مجموعة، يتقدم إلى الدور ربع النهائي. أفضل فريق صاحب المركز الثالث وثاني أفضل فريق صاحب المركز الثالث، يتقدمان أيضًا إلى الدور ربع النهائي.
- كاسر التعادل
  -     - إذا أنهت الفرق مبارياتها على نفس النقاط يتم استخدام:

  1. أكبر فارق الأهداف في جميع مباريات المجموعة ؛ ;
  2. أكبر عدد من الأهداف سجل في جميع مباريات المجموعة ؛
  3. الفائز من المواجهات المباشرة بين الفريقين ؛
  4. سحب قرعة.

### المجموعة A
| المنتخب    | النقاط | لعب | فوز | تعادل | خسارة | له | عليه |
| ---------- | ------ | --- | --- | ----- | ----- | -- | ---- |
| الإكوادور  | 7      | 3   | 2   | 1     | 0     | 4  | 1    |
| الأرجنتين  | 5      | 3   | 1   | 2     | 0     | 3  | 1    |
| الباراغواي | 4      | 3   | 1   | 1     | 1     | 2  | 3    |
| تشيلي      | 0      | 3   | 0   | 0     | 3     | 1  | 5    |

| الإكوادور  | 0 - 0 | الأرجنتين |
| الباراغواي | 1 - 0 | تشيلي     |
| الباراغواي | 0 - 2 | الإكوادور |
| الأرجنتين  | 2 - 0 | تشيلي     |
| تشيلي      | 1 - 2 | الإكوادور |
| الباراغواي | 1 - 1 | الأرجنتين |

11 يونيو، 1997
| الإكوادور         | 0 - 0 (0-0) | الأرجنتين | --:-- - ملعب فيليكس كابراليس، كوتشابامبا الحكم: خورخي نيفيس (أوروغواي) |
|                   |             |           | --:-- - ملعب فيليكس كابراليس، كوتشابامبا الحكم: خورخي نيفيس (أوروغواي) |
| الباراغواي        | 1 - 0 (1-0) | تشيلي     | --:-- - ملعب فيليكس كابراليس، كوتشابامبا الحكم: ريني أورتوبي (بوليفيا) |
| روبرتو أكونيا 28' |             |           | --:-- - ملعب فيليكس كابراليس، كوتشابامبا الحكم: ريني أورتوبي (بوليفيا) |

14 يونيو، 1997
| الأرجنتين           | 2 - 0 (0-0) | تشيلي               | --:-- - ملعب فيليكس كابراليس، كوتشابامبا الحكم: أنطونيو بيريرا (البرازيل) |
| سيرجيو بيرتي 83'    |             |                     | --:-- - ملعب فيليكس كابراليس، كوتشابامبا الحكم: أنطونيو بيريرا (البرازيل) |
| مارسيلو غالاردو 87' |             |                     |                                                                           |
|                     |             |                     |                                                                           |
| الباراغواي          | 0 - 2 (0-0) | الإكوادور           | --:-- - ملعب فيليكس كابراليس، كوتشابامبا الحكم: باولو بورغوسانو (فنزويلا) |
|                     |             | ولنغتون سانشيز 71'  | --:-- - ملعب فيليكس كابراليس، كوتشابامبا الحكم: باولو بورغوسانو (فنزويلا) |
|                     |             | أرييل غراتسياني 86' |                                                                           |

17 يونيو، 1997
| الإكوادور                                                          | 2 - 1 (1-0) | تشيلي                   | --:-- - ملعب فيليكس كابراليس، كوتشابامبا الحكم: رافائيل سانابريا (كولومبيا) |
| أرييل غراتسياني 32'                                                |             | فرناندو فيرغارا 52'     | --:-- - ملعب فيليكس كابراليس، كوتشابامبا الحكم: رافائيل سانابريا (كولومبيا) |
| Gavica 55'                                                         |             |                         |                                                                             |
| الباراغواي                                                         | 1 - 1 (0-0) | الأرجنتين               | --:-- - ملعب فيليكس كابراليس، كوتشابامبا الحكم: خورخي نيفيس (أوروغواي)      |
| خوسيه لويس تشيلافيرت (p) 90'                                       |             | مارسيلو غالاردو (p) 75' | --:-- - ملعب فيليكس كابراليس، كوتشابامبا الحكم: خورخي نيفيس (أوروغواي)      |
| خوسيه لويس تشيلافيرت saved a penalty kicked by مارسيلو غالاردو 55' |             |                         |                                                                             |

### المجموعة B
| المنتخب  | النقاط | لعب | فوز | تعادل | خسارة | له | عليه |
| -------- | ------ | --- | --- | ----- | ----- | -- | ---- |
| بوليفيا  | 9      | 3   | 3   | 0     | 0     | 4  | 0    |
| بيرو     | 6      | 3   | 2   | 0     | 1     | 3  | 2    |
| أوروغواي | 3      | 3   | 1   | 0     | 2     | 2  | 2    |
| فنزويلا  | 0      | 3   | 0   | 0     | 3     | 0  | 5    |

| بوليفيا  | 1 - 0 | فنزويلا  |
| بيرو     | 1 - 0 | أوروغواي |
| بوليفيا  | 2 - 0 | بيرو     |
| أوروغواي | 2 - 0 | فنزويلا  |
| بوليفيا  | 1 - 0 | أوروغواي |
| بيرو     | 2 - 0 | فنزويلا  |

12 يونيو، 1997
| بوليفيا                  | 1 - 0 (0-0) | فنزويلا                      | --:-- - ملعب هرناندو سيليس، لاباز الحكم: بايرون مورينو (الإكوادور)   |
| ميلتون كويمبرا 60'       |             | s/o ديفيد اندرو ماكينتوش 73' | --:-- - ملعب هرناندو سيليس، لاباز الحكم: بايرون مورينو (الإكوادور)   |
| s/o خوان مانويل بينا 59' |             |                              |                                                                      |
| بيرو                     | 1 - 0 (0-0) | أوروغواي                     | --:-- - ملعب أوليمبيكو باتريا، سوكري الحكم: انطونيو ماروفو (المكسيك) |
| مارتن هيدالغو 75'        |             |                              | --:-- - ملعب أوليمبيكو باتريا، سوكري الحكم: انطونيو ماروفو (المكسيك) |
| s/o إدي كارازاس 85'      |             |                              |                                                                      |

15 يونيو، 1997
| أوروغواي                   | 2 - 0 (0-1) | فنزويلا            | --:-- - ملعب أوليمبيكو باتريا، سوكري الحكم: ادواردو غامبوا (تشيلي)  |
| ألفارو ريكوبا 19'          |             | s/o روداليغا 35'   | --:-- - ملعب أوليمبيكو باتريا، سوكري الحكم: ادواردو غامبوا (تشيلي)  |
| مارسيلو ساراليغي 47'       |             |                    |                                                                     |
| بوليفيا                    | 2 - 0 (0-1) | بيرو               | --:-- - ملعب هرناندو سيليس، لاباز الحكم: رودريغو باديلا (كوستاريكا) |
| ماركو ايتشيفيري 45'        |             | s/o خوسيه رينا 20' | --:-- - ملعب هرناندو سيليس، لاباز الحكم: رودريغو باديلا (كوستاريكا) |
| خوليو سيزار بالديفييزو 50' |             |                    |                                                                     |

18 يونيو، 1997
| بيرو                       | 2 - 0 (0-1) | فنزويلا    | --:-- - ملعب أوليمبيكو باتريا، سوكري الحكم: بايرون مورينو (الإكوادور) |
| كومنغيس 13'                |             | s/o ري 54' | --:-- - ملعب أوليمبيكو باتريا، سوكري الحكم: بايرون مورينو (الإكوادور) |
| كومنغيس 59'                |             |            |                                                                       |
| بوليفيا                    | 1 - 0 (0-0) | أوروغواي   | --:-- - ملعب هرناندو سيليس، لاباز الحكم: انطونيو ماروفو (المكسيك)     |
| خوليو سيزار بالديفييزو 29' |             |            | --:-- - ملعب هرناندو سيليس، لاباز الحكم: انطونيو ماروفو (المكسيك)     |

### المجموعة C
| المنتخب   | النقاط | لعب | فوز | تعادل | خسارة | له | عليه |
| --------- | ------ | --- | --- | ----- | ----- | -- | ---- |
| البرازيل  | 9      | 3   | 3   | 0     | 0     | 10 | 2    |
| المكسيك   | 4      | 3   | 1   | 1     | 1     | 5  | 5    |
| كولومبيا  | 3      | 3   | 1   | 0     | 2     | 5  | 5    |
| كوستاريكا | 1      | 3   | 0   | 1     | 2     | 2  | 10   |

| البرازيل  | 5 - 0 | كوستاريكا |
| كولومبيا  | 1 - 2 | المكسيك   |
| البرازيل  | 3 - 2 | المكسيك   |
| كولومبيا  | 4 - 1 | كوستاريكا |
| البرازيل  | 2 - 0 | كولومبيا  |
| كوستاريكا | 1 - 1 | المكسيك   |

13 يونيو، 1997
| البرازيل                 | 5 - 0 (2-0) | كوستاريكا                | --:-- - ملعب رامون اغيليرا، سانتا كروز الحكم: ابيفانيو غونزاليس (باراغواي) |
| جالمينيا 20'             |             |                          | --:-- - ملعب رامون اغيليرا، سانتا كروز الحكم: ابيفانيو غونزاليس (باراغواي) |
| رونالد غونزاليس (og) 34' |             |                          |                                                                            |
| رونالدو 47'              |             |                          |                                                                            |
| رونالدو 54'              |             |                          |                                                                            |
| روماريو 60'              |             |                          |                                                                            |
| كولومبيا                 | 1 - 2 (0-2) | المكسيك                  | --:-- - ملعب رامون اغيليرا، سانتا كروز الحكم: هوراسيو اليزوندو (الأرجنتين) |
| هاميلتون ريكارد 58'      |             | لويس هرنانديز (1968) 7'  | --:-- - ملعب رامون اغيليرا، سانتا كروز الحكم: هوراسيو اليزوندو (الأرجنتين) |
|                          |             | لويس هرنانديز (1968) 11' |                                                                            |

16 يونيو، 1997
| البرازيل                | 3 - 2 (0-2) | المكسيك                  | --:-- - ملعب رامون اغيليرا، سانتا كروز الحكم: خوسيه أرانا (بيرو)                   |
| ألدايير 47'             |             | لويس هرنانديز (1968) 13' | --:-- - ملعب رامون اغيليرا، سانتا كروز الحكم: خوسيه أرانا (بيرو)                   |
| كاميلو روميرو (og) 59'  |             | لويس هرنانديز (1968) 31' |                                                                                    |
| ليوناردو أرواخو 77'     |             |                          |                                                                                    |
| s/o فلافيو كونسيساو 87' |             |                          |                                                                                    |
| كولومبيا                | 4 - 1 (2-0) | كوستاريكا                | --:-- - ملعب رامون اغيليرا، سانتا كروز الحكم: اسفنديار بهارماست (الولايات المتحدة) |
| Morantes 13'            |             | ماوريسيو رايت 66'        | --:-- - ملعب رامون اغيليرا، سانتا كروز الحكم: اسفنديار بهارماست (الولايات المتحدة) |
| Morantes 23'            |             |                          |                                                                                    |
| ويلمر كابريرا (p) 62'   |             |                          |                                                                                    |
| فيكتور أريستيزابال 78'  |             |                          |                                                                                    |

19 يونيو، 1997
| البرازيل                     | 2 - 0 (1-0) | كولومبيا           | --:-- - ملعب رامون اغيليرا، سانتا كروز الحكم: خوان كارلوس بانياغوا (بوليفيا) |
| دونغا 11'                    |             |                    | --:-- - ملعب رامون اغيليرا، سانتا كروز الحكم: خوان كارلوس بانياغوا (بوليفيا) |
| إدموندو 67'                  |             |                    |                                                                              |
| المكسيك                      | 1 - 1 (1-0) | كوستاريكا          | --:-- - ملعب رامون اغيليرا، سانتا كروز الحكم: ابيفانيو غونزاليس (باراغواي)   |
| لويس هرنانديز (1968) (p) 14' |             | هيرنان ميدفورد 60' | --:-- - ملعب رامون اغيليرا، سانتا كروز الحكم: ابيفانيو غونزاليس (باراغواي)   |

## أفضل الفرق صاحبة المركز الثالث
في نهاية المرحلة الأولى، تمت المقارنة بين الفرق صاحبة المركز الثالث في كل مجموعة. وهما أفضل الفرق صاحبة المركز الثالث متقدمة إلى الدور ربع النهائي.
| المجموعة | المنتخب    | النقاط | لعب | فوز | تعادل | خسارة | له | عليه |
| -------- | ---------- | ------ | --- | --- | ----- | ----- | -- | ---- |
| A        | باراغواي   | 4      | 3   | 1   | 1     | 1     | 2  | 3    |
| C        | كولومبيا   | 3      | 3   | 1   | 0     | 2     | 5  | 5    |
| B        | الأوروغواي | 3      | 3   | 1   | 0     | 2     | 2  | 2    |

باراغواي (أفضل مركز ثالث) وكولومبيا (ثاني أفضل مركز ثالث) تأهلا لدور الثمانية.

## ربع النهائي
| بيرو                                 | 2–1 | الأرجنتين                   |
| ------------------------------------ | --- | --------------------------- |
| إدي كارازاس 30' · مارتين هيدالغو 61' |     | مارسيلو غالاردو 66' (ركلة.) |

| بوليفيا                               | 2–1 | كولومبيا          |
| ------------------------------------- | --- | ----------------- |
| ماركو إيتشيفيري 3' · إروين سانشيز 24' |     | هرنان غافيريا 57' |

| المكسيك              | 1–1 | الإكوادور              |
| -------------------- | --- | ---------------------- |
| كواوتيموك بلانكو 17' |     | لويس كابورو 6' (ركلة.) |

| البرازيل        | 2–0 | باراغواي |
| --------------- | --- | -------- |
| رونالدو 9'، 34' |     |          |

## نصف النهائي
| بوليفيا                                                 | 3–1 | المكسيك            |
| ------------------------------------------------------- | --- | ------------------ |
| إروين سانشيز 27' · راميرو كاستيو 39' · خايمي مورينو 79' |     | نيكولاس راميريز 8' |

| بيرو | 0–7 | البرازيل |
| ---- | --- | --- |
|      |     | دينيلسون دي أوليفيرا أراوجو 1' · فلافيو كونسيساو 28' · روماريو 36'، 49' · ليوناردو أرواخو 45'، 55' · جالمينيا 77' |

## مباراة المركز الثالث
| المكسيك           | 1–0 | بيرو |
| ----------------- | --- | ---- |
| لويس هرنانديز 82' |     |      |

## النهائي
| بوليفيا          | 1–3 | البرازيل                                  |
| ---------------- | --- | ----------------------------------------- |
| إروين سانشيز 45' |     | إدموندو 40' · رونالدو 79' · زي روبرتو 90' |

## البطل
| بطل كأس أمريكا الجنوبية 1997 |
| ---------------------------- |
| · البرازيل · للمرة الخامسة   |

## قائمة الهدافين
6 أهداف
- لويس هرنانديز

5 أهداف
- رونالدو

3 أهداف
- مارتشيلو غالاردو
- اروين سانشيز
- ليوناردو أرواخو - روماريو

هدفين
- خوليو سيزار بالديفييزو - ماركو ايتشيفيري
- دينيلسون - يلمنيا - ادموندو
- نيدير مورانتس
- ارييل غراتسياني
- كومنغيس - مارتن هيدالغو

هدف واحد
- سيرجيو بيرتي
- ميلتون كويمبرا - خايمي مورينو - راميرو كاستيللو
- ألدايير - دونغا - فلافيو كونسيساو - زي روبرتو
- فرناندو فيرغارا
- فيكتور اريستيزابال - ويلمر كابريرا - هيرنان غافيريا - هاميلتون ريكارد
- هرنان مدفورد - ماوريسيو رايت
- لويس كابورو - خوسيه جافيكا - ولينجتون سانشيز
- كواتيموك بلانكو - نيكولاس راميريز
- روبرتو أكونا - تشيلافيرت
- إدي كارازاس
- ألفارو ريكوبا - مارسيلو ساراليغي

هدف في مرماه
- رونالد غونزاليس
- كاميلو روميرو

## إحصائيات
| المنتخب   | النقاط | لعب | فوز | تعادل | خسارة | له | عليه | الفارق | النسبة |
| --------- | ------ | --- | --- | ----- | ----- | -- | ---- | ------ | ------ |
| البرازيل  | 18     | 6   | 6   | 0     | 0     | 22 | 3    | +18    | 100.0% |
| بوليفيا   | 15     | 6   | 5   | 0     | 1     | 10 | 5    | +5     | 83.3%  |
| بيرو      | 9      | 6   | 3   | 0     | 3     | 5  | 11   | -6     | 50.0%  |
| الإكوادور | 8      | 4   | 2   | 2     | 0     | 5  | 2    | +3     | 66.7%  |
| المكسيك   | 8      | 6   | 2   | 2     | 2     | 8  | 9    | -1     | 44.4%  |
| الأرجنتين | 5      | 4   | 1   | 2     | 1     | 4  | 3    | +1     | 41.7%  |
| باراغواي  | 4      | 4   | 1   | 1     | 2     | 2  | 5    | -3     | 33.3%  |
| أوروغواي  | 3      | 3   | 1   | 0     | 2     | 2  | 2    | 0      | 33.3%  |
| كولومبيا  | 3      | 4   | 1   | 0     | 2     | 6  | 7    | -1     | 25.0%  |
| كوستاريكا | 1      | 3   | 0   | 1     | 2     | 2  | 10   | -8     | 11.1%  |
| تشيلي     | 0      | 3   | 0   | 0     | 3     | 1  | 5    | -4     | 0.0%   |
| فنزويلا   | 0      | 3   | 0   | 0     | 3     | 0  | 5    | -5     | 0.0%   |